# Вперёд, Италия (2013)
Вперёд, Италия (итал. Forza Italia) — правоцентристская политическая партия Италии, основанная Сильвио Берлускони.

## История создания
Партия создана в 2013 году в результате раскола партии «Народ свободы» и представляет собой возрождение партии «Вперёд, Италия», существовавшей в период с 1994 по 2009 год, когда та объединилась с несколькими другими партиями, образовав «Народ свободы».
Партия «Вперёд, Италия» провозглашена в июне 2013 года, а создана 18 сентября 2013, в ответ на голосование в Сенате за лишение Берлускони права на мандат;
партия «Народ свободы» была официально распущена 16 ноября 2013.
15 ноября 2013 года группа сторонников бывшего соратника Берлускони по партии «Народ свободы» — Анджелино Альфано (преимущественно христианских демократов) объявила об основании альтернативной партии «Новый правый центр». Другая группа выходцев из «Народа свободы» во главе с бывшим мэром Рима Джованни Алеманно создала партию «Италия прежде всего» и затем вела переговоры об объединении с партией «Братья Италии — национальный правый центр».
Символика партии «Вперёд, Италия» появилась на региональных выборах 2013 года в Трентино — Альто-Адидже в местных вариациях «Вперёд, Трентино» и «Вперёд, Альто-Адидже» (в списке с региональным подразделением «Лиги Севера»).

## Представительство в парламенте XVII-го созыва
Возрождённая партия, не приняв участия в каких-либо выборах, «унаследовала» часть депутатских мест «Народа свободы».
Фракция в Палате депутатов была создана под названием «Il Popolo della Libertà — Berlusconi Presidente» («Народ свободы — Берлускони президент»), 18 ноября 2013 года 30 депутатов во главе с Анджелино Альфано перешли во вновь образованную фракцию партии «Новый правый центр», 19 ноября 2013 года фракция партии «Вперёд, Италия» приняла название FORZA ITALIA — IL POPOLO DELLA LIBERTA' — BERLUSCONI PRESIDENTE («Вперёд, Италия — Народ свободы — Берлускони президент»); её численность составила 67 человек (2 октября 2013 года депутат Марио Пили перешёл в Смешанную фракцию Палаты депутатов).
Фракция Forza Italia-Il Popolo della Libertà XVII Legislatura («Вперёд, Италия — Народ свободы XVII-го созыва») в Сенате — 60 человек.

## Оппозиция правительствам Демократической партии
27 ноября 2013 года Сенат одобрил исключение Берлускони, а 26 ноября «Вперёд, Италия» ушла в оппозицию правительству Энрико Летта, в отличие от вышедшего из неё Нового правого центра Анджелино Альфано, оставшегося в правительстве.
20 февраля 2014 года, по завершении консультаций с Маттео Ренци об участии в формируемом им правительстве, Берлускони заявил, что «Вперёд, Италия» остаётся в оппозиции (правительство Ренци приняло присягу 22 февраля 2014 года).

## Европейские и местные выборы 2014 года
В ходе европейских выборов 25 мая 2014 года партия собрала 4 614 364 голоса (16,81 %) и получила 13 мест в Европейском парламенте из 73, отведённых Италии.
Партия набрала 22,1 % голосов на выборах в Пьемонте.

## Движение за обновление партии
К лету 2014 году в партии оформились течения сторонников её обновления, во главе которых встали Алессандро Каттанео, Джованни Тоти и Раффаэле Фитто.

## Местные выборы 2016 года
На 5 июня 2016 года в Италии были назначены выборы около 1300 мэров, в том числе в Риме, Милане и Неаполе.
28 апреля 2016 года «Вперёд, Италия» официально объявила своим кандидатом на предстоящих выборах мэра Рима Альфио Маркини. Партия также уточнила, что прежний кандидат Гвидо Бертолазо был только компромиссной фигурой и получил поддержку лишь под давлением бывшего союзника по правоцентристскому блоку — Джорджии Мелони. По итогам голосования и Мелони, и Маркини, проиграли в первом туре выборов.

## Парламентские выборы 2018 года

### Победители в оппозиции
4 марта 2018 года «Вперёд, Италия» добилась знаменательного успеха на очередных парламентских выборах, получив по пропорциональной системе 59 из 630 мест в Палате депутатов и 33 места из 315 в Сенате (с учётом голосования в одномандатных мажоритарных округах общее количество избранных депутатов составило 105, а сенаторов — 56). Возглавляемая партией правоцентристская коалиция одержала относительную победу, получив по 37 % голосов избирателей в обеих палатах оставив на втором месте Движение пяти звёзд (по 32 % с лишним). Однако, для формирования стабильного правительства требовалось абсолютное большинство мест в обеих палатах, для обретения которого, в соответствии с итальянским избирательным законом, необходима поддержка минимум 40 % избирателей.
1 июня 2018 года было сформировано коалиционное правительство Движения пяти звёзд и бывшего партнёра ВИ по правоцентристской коалиции — Лиги Севера — под председательством Джузеппе Конте. 5 июня фракция «Вперёд, Италия» проголосовала против доверия новому кабинету в Сенате, а 6 июня — в Палате депутатов, оставшись в оппозиции.

### Правительство Драги
13 февраля 2021 года после отставки второго правительства Конте были приведены к присяге министры правительства Драги, среди которых три представителя ВИ назначены министрами без портфеля (при этом кабинет построен на смешанном принципе с участием беспартийных технократов, а также широкой политической коалиции с участием не только Лиги Севера, но левоцентристов и даже левых).
27 мая 2021 года провозглашено создание новой правоцентристской фракции в Палате депутатов — Coraggio Italia, в которую перешли 23 депутата, в том числе из фракции «Вперёд, Италия» (лидером нового объединения также стал выходец из ВИ — Марко Марин).

## Парламентские выборы 2022 года и правительство Мелони
25 сентября 2022 года «Вперёд, Италия» пошла на досрочные парламентские выборы вместе с партиями «Братья Италии» и «Лига» в составе правоцентристской коалиции, которая по итогам голосования одержала победу. Тем не менее, «Вперёд, Италия» оказалась менее популярна, чем её партнёры — партия получила чуть больше 8 % голосов на выборах и в Палату депутатов, и в Сенат.
22 октября 2022 года по завершении коалиционных переговоров принесло присягу правительство Мелони, пять министерских порфелей в котором получили представители партии «Вперёд, Италия».
15 июля 2023 года после смерти основателя и многолетнего бессменного лидера партии Сильвио Берлускони на национальном совете партии в Риме принято решение об избрании Антонио Таяни национальным секретарём с тем, чтобы единственным обладателем должности председателя «Вперёд, Италия» навсегда остался Берлускони.

## Парламентские лидеры

### Председатели партийной фракции в Палате депутатов Италии
- Ренато Брунетта (22 ноября 2013 — 27 марта 2018)
- Мариастелла Джельмини (27 марта 2018 — 15 февраля 2021)
- Роберто Оккьюто (15 февраля 2021 — 4 октября 2021)
- Паоло Барелли[итал.] (20 октября 2021 — 18 октября 2022)
- Алессандро Каттанео (18 октября 2022 — 28 марта 2023)
- Паоло Барелли (с 28 марта 2023)

### Председатели партийной фракции в Сенате Италии
- Паоло Романи (25 ноября 2013 — 27 марта 2018)
- Анна Мария Бернини (27 марта 2018 — 18 октября 2022)
- Личия Рондзулли[итал.] (18 октября 2022 — 21 ноября 2023)
- Маурицио Гаспарри (с 21 ноября 2023)

### Председатели партийной группы в составе фракции Европейской народной партии в Европейском парламенте
- Раффаэле Бальдассарре[итал.] (16 ноября 2013—2014)
- Элизабетта Гардини[итал.] (1 июля 2014 — 12 апреля 2019)
- Сальваторе Чику[итал.] (и. о. 12 апреля 2019 — 1 июля 2019)
- Антонио Таяни (3 июля 2019 — 12 октября 2022)
- Фульвио Мартушьелло[итал.] (с 12 октября 2022)

## Организационная структура
Организационная структура партии определена 2-й частью Устава, унаследованного от первой партии «Вперёд, Италия».
«Вперёд, Италия» состоит из областных союзов по одному на область, областные союзы из провинциальных союзов по одному на провинцию и городские союзы по одному на город имеющий районное деление, провинциальные союзы из общинных союзов по одному на общину не имеющую районного деления, городские союзы из районных союзов по одному район.
Высший орган — Национальный съезд (Congresso Nazionale), избирается областными советами, между Национальными съездами — Конференция областных координаторов (Conferenza dei Coordinatori Regionali), избирается областными советами, между национальными конференциями областных координаторов — Национальный совет (Consiglio Nazionale), избирается национальным съездом, исполнительный орган — Президиум (Comitato di Presidenza), избирается национальным съездом, высшее должностное лицо — Председатель (Presidente), избирается национальным съездом, прочие должностные лица — Национальный администратор (Amministratore Nazionale), избирается национальным съездом, высший контрольный орган — Национальная коллегия арбитров (Collegio Nazionale dei Probiviri), избираемый национальным съездом.
Высший орган областного союза — областной совет (Consiglio Regionale), избирается провинциальными съездами, между областными советами — областной комитет (Comitato Regionale), избирается областным советом, высшее должностное лицо областного союза — областной координатор (Coordinatore Regionale), избирается областным советом, контрольный орган областного союза — областная коллегия арбитров (Collegio Regionale dei Probiviri), избирается областным советом.
Высший орган провинциального союза — провинциальный съезд (Congresso Provinciale), избирался общинными собраниями, между провинциальными съездами — провинциальный комитет (Comitato Provinciale), избирался провинциальным съездом, высшее должностное лицо провинциального союза — провинциальный координатор (Coordinatore Provinciale), избирался провинциальным съездом.
Высший орган общинного союза — общинное собрание (Assemblea Comunale), состоит из всех членов общинного союза, между общинными собраниями — общинный комитет (Comitato Comunale), избирается общинным собранием, высшее должностное лицо общинного союза — общинный координатор (Coordinatore Comunale), избирается общинным собранием.
Высший орган городского союза — съезд большого города (Congresso di Grande Città), избирается собранием района, между съездами большого города — городской комитет (Comitato Cittadino), избирается съездом большого города, высшее должностное лицо городского союза — городской координатор (Coordinatore Cittadino), избирается съездом большого города.
Высший орган районного союза — собрание района (Assemblea di Circoscrizione) состоит из всех членов районного союза, высшее должностное лицо районной организации — координатор района (Coordinatori di Circoscrizione), избирается собранием района.
Молодёжная организация — «Молодёжь „Вперёд Италия“» (Forza Italia Giovani). Состоит из областных союзов по одному на область, областные союзы из провинциальных союзов по одному на провинцию и городских союзов по одному на общину имеющую районное деление.
Высший орган — Национальный съезд (Congresso Nazionale) избирается областными съездами, между национальными съездами — Национальный совет (Consiglio Nazionale) избирается национальным съездом, высшее должностное лицо — Национальный координатор (Coordinatore Nazionale), избирается национальным съездом, высший контрольный орган — Национальная коллегия гарантии (Collegio Nazionale di Garanzia), избирается национальным съездом.
Высший орган областного союза — областной съезд (Congresso Regionale), избирается провинциальным съездом, между областными съездами — областной комитет (Comitato Regionale), избирается областным съездом, высшее должностное лицо — областной координатор (Coordinatore Regionale), избирается областным съездом.
Высший орган провинциального союза — провинциальный съезд (Congresso Provinciale), состоящий из всех членов провинциального союза, между провинциальными съездами — провинциальный комитет (Comitato Provinciale), избирается провинциальным съездом, высшее должностное лицо провинциального союза — провинциальный координатор (Coordinatore Provinciale), избирается провинциальным съездом.
Высший орган городского союза — съезд большого города (Congresso della Grande Città), состоящий из всех членов городского союза, между съездами большого города — комитет большого города (Comitato della Grande Città), избирается съездом большого города;
высшее должностное лицо городского союза — координатор большого города (Coordinatore della Grande Città), избирается съездом большого города.

## Финансирование
После смерти Сильвио Берлускони семья Берлускони заявила о намерении продолжать поддерживать финансирование партии.